# ウエスカ＝ピリネオス空港
ウエスカ＝ピリネオス空港（Aeropuerto de Huesca-Pirineos, (IATA: HSK, ICAO: LEHC)）は、スペイン・ウエスカ県にある空港。ウエスカ空港として知られる。ピリネオス(Pirineos)とは「ピレネー山脈」を意味する。
ウエスカ県の県都ウエスカから南東に9km、モンフロリーテ＝ラスカサス村とアルカラ・デル・オビスポ村にまたがって所在する。ピレネー山脈にあるスキーリゾートへの足を意図して建設されたが、実際には空港から100km圏内にスキーリゾートは存在しない。

## 歴史
アラゴン州の州都サラゴサの西郊にはサラゴサ空港があるが、アラゴン州北部のウエスカ県には商業空港が存在しなかった。主にピレネー山脈にあるスキーリゾートに対して、年間160,000人の需要を見込み、約6,000万ユーロをかけてウエスカ＝ピリオネス空港が建設された。2000年10月にAenaが管轄する空港網に組み込まれたが、新しいVOR/DMEが導入されたのは2006年5月10日であり、商業運航が開始されたのは2006年12月21日のことである。初就航便はBMウエスカによるガリシア州のア・コルーニャ空港への便だった。
2007年-08年冬季には、エア・ノストラム（実際の運航はウエスカ空港に拠点を置くチャーター航空会社のピレンエアー）がア・コルーニャ、マドリード、バレンシア、ポルトガルのリスボンとウエスカ空港の間に季節運航便を運航した。2008年-09年冬季にも、エア・ノストラムがマドリード、ア・コルーニャ、セビリア、バレアレス諸島のパルマ・デ・マヨルカ、カナリア諸島のグラン・カナリア島への季節運航便を運航した。さらに、アラゴン・ピレネーのスキーリゾートにイギリス人観光客を惹きつけるために、モナーク航空がウエスカ空港とロンドン・ガトウィック空港を結ぶ契約をアラゴン州政府と交わした。2009年-10年冬季には、エア・ノストラムがマドリード、ア・コルーニャ、パルマ・デ・マヨルカ、バレンシアへの季節運航便を運航し、トムソン航空がロンドン・ガトウィック空港への季節運航便を運航した。
2011年2月にはエア・ノストラムがウエスカ空港への運航を休止し、さらにTOPFLYパイロット養成学校が商業飛行を行わなくなったため、ウエスカ空港を発着する商業便がなくなった。その後エア・ヨーロッパがバレアレス諸島のメノルカ空港との間に季節運航便を開設したが、しばらくしてエア・ヨーロッパは運航を取りやめた。2012年の旅客数は1,313人（前年比52.8%減）、2013年の旅客数は273人（前年比79.2%減）、発着回数は1,640回（前年比33.1%減）だった。2014年1月時点で、ウエスカ空港に発着する便は存在しなかった。2014年の旅客数は263人（前年比3.7%減）、発着回数は885回、貨物輸送量は0トンだった。スペインの空港の中では1,570人のアルヘシラス・ヘリポートや1,409人のアルバセテ空港に次いで48番目だったが、カステリョン＝コスタ・アサアール空港（正式に開港しているが、発着便が存在しない）を上回っている。2015年1月時点でもウエスカ空港に発着する定期便は存在しなかった。

## 設備
ウエスカ空港は異なる目的に使用されている2本の滑走路を有する。2,100m(12R/30L)の滑走路は航空機専用、615m(12L/30R)の滑走路はグライダー専用であり、いずれもアスファルトで舗装されている。このほかに、民間のパイロット養成学校であるTOPFLYパイロット養成学校が商業飛行を行っている。

## 他の輸送機関との競合
2003年には高速鉄道AVEの北東回廊が部分開通（マドリード＝サラゴサ＝リェイダ間）し、鉄道によるマドリードとウエスカ間の利便性が向上した。2004年にはサラゴサ＝ウエスカ間の線路が改良され、北東回廊の一部がサラゴサから分岐してウエスカに至る支線が開通したため、マドリードとウエスカが2時間30分で結ばれるようになった。2008年には北東回廊が全通（マドリード＝バルセロナ間）し、鉄道でのウエスカからバルセロナのアクセスも向上した。

## 統計
| ウエスカ空港の統計 | ウエスカ空港の統計 | ウエスカ空港の統計 | ウエスカ空港の統計  |
| 年                 | 旅客数 （人）      | 発着回数 （回）    | 貨物輸送量 （トン） |
| ------------------ | ------------------ | ------------------ | ------------------- |
| 2007               | 1,386              | 9,380              | 0                   |
| 2008               | 3,982              | 19,415             | 0                   |
| 2009               | 6,228              | 21,441             | 0                   |
| 2010               | 5,906              | 11,338             | 0                   |
| 2011               | 2,781              | 3,452              | 0                   |
| 2012               | 1,310              | 2,446              | 0                   |
| 2013               | 273                | 1,640              | 0                   |
| 2014               | 263                | 885                | 0                   |

## 就航会社
- 2007年-08年冬季
  - エア・ノストラム - ア・コルーニャ、マドリード、バレンシア、リスボン
- 2008年-09年冬季
  - エア・ノストラム – マドリード、ア・コルーニャ、セビリア、パルマ・デ・マヨルカ、グラン・カナリア島
  - モナーク航空 - ロンドン
- 2009年-10年冬季
  - エア・ノストラム – マドリード、ア・コルーニャ、パルマ・デ・マヨルカ、バレンシア
  - トムソン航空 – ロンドン
- 2013年-14年冬季
  - なし
- 2014年-15年冬季
  - なし